# لیندا بلر

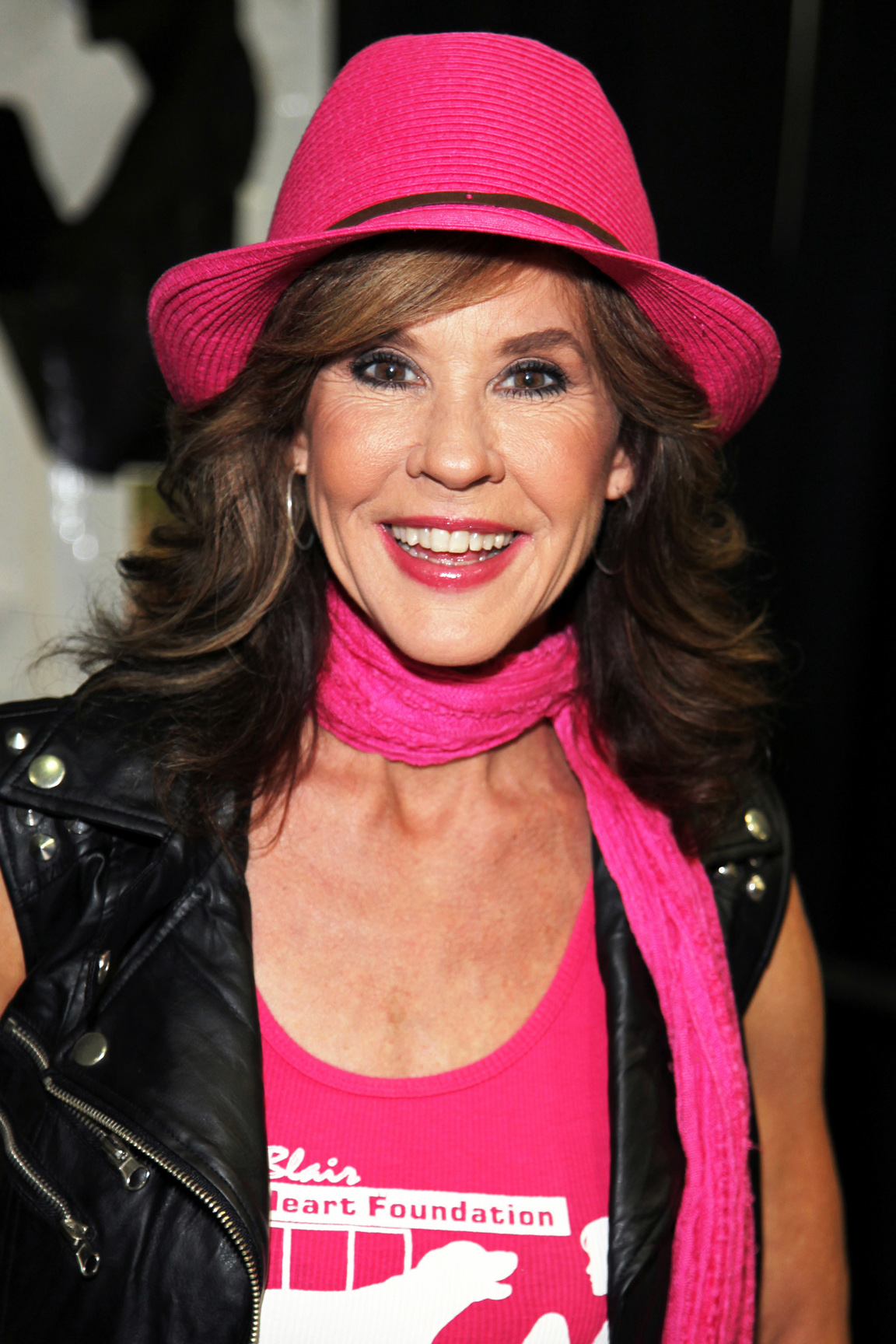
لیندا بلر در لس آنجلس (۲۰۱۲)

 لیندا بلر (انگلیسی: Linda Denise Blair؛ ۲۲ ژانویهٔ ۱۹۵۹) هنرپیشه اهل ایالات متحده آمریکا است. وی از سال ۱۹۶۸ میلادی تاکنون مشغول فعالیت بوده‌است. از فیلم‌هایی که وی در آن نقش داشته‌است می‌توان به جن‌گیر، فرودگاه ۱۹۷۵، افسونگری و جن‌گیر ۲: مرتد اشاره کرد. او ستاره مجموعه فیلم های سینمایی جن گیر بود که به واسطه آنها در دهه ۷۰ و ۸۰ میلادی به شهرت جهانی رسید و موفقیت های بسیاری کسب کرد.